# 폴 런던
폴 런던(Paul London, 1980년 4월 16일 ~ )은 미국의 프로레슬링선수다. 본명은 폴 마이클 런던(Paul Michael London)이다. 키는 178cm 몸무게는 93kg으로 피니쉬는 450° 스플래쉬, 런던 스타 프레스(슈팅 스타 프래스), 와플 페이스(치킨윙 페이스버스터), 레그스윕 DDT 4가지 피니쉬를 사용을 한다.

## 수상
- WWE 태그팀 챔피언 (구 버전) 2회
- WWE 월드 태그팀 챔피언 (구 버전) 1회
- WWE 크루져웨이트 챔피언 (구 버전) 1회